# Carl von Halfern
 (juin 2023).
Si vous disposez d'ouvrages ou d'articles de référence ou si vous connaissez des sites web de qualité traitant du thème abordé ici, merci de compléter l'article en donnant les références utiles à sa vérifiabilité et en les liant à la section « Notes et références ».
Carl (ou Karl) Heinrich Gustav Julius von Halfern (né le 8 avril 1873 à Burtscheid, arrondissement d'Aix-la-Chapelle et mort le 20 octobre 1937 à Berlin-Wilmersdorf) est un avocat administratif allemand. Il est administrateur de l'arrondissement de Sarrebruck (1916–19), président du district de Hildesheim (1922–27) et de Stettin (1927–30) et de 1930 à 1933 haut président de la province prussienne de Poméranie. Il est également fonctionnaire à la Fédération des associations de la Sarre.

## Biographie
Le fils du fabricant de draps d'Aix-la-Chapelle, directeur de banque et administrateur Friedrich von Halfern (de) et Helene Christiane Fellinger est protestant et reste célibataire toute sa vie. Il est diplômé du lycée Empereur-Guillaume (de) d'Aix-la-Chapelle et étudie ensuite le droit aux universités de Strasbourg, Berlin et Bonn. Von Halfern obtient son doctorat en 1897 de l'Université Frédéric-Alexandre d'Erlangen Après son stage juridique auprès des tribunaux d'Eschweiler et d'Aix-la-Chapelle et au gouvernement du district de Düsseldorf, il réussit le grand examen d'État en 1903 et est ensuite accepté dans la fonction publique prussienne en tant qu'assesseur du gouvernement au bureau de l'administrateur de l'arrondissement de Tarnowitz (Haute-Silésie). En 1906-1907 von Halfern entreprend un voyage autour du monde qui le conduit à Aden, en Inde, en Birmanie, en Chine, au Japon, sur la côte ouest des États-Unis et au Mexique, entre autres.
De 1909 à 1916, il est administrateur de l'arrondissement d'Ottweiler (district de Trèves), de 1916 à 1919 administrateur d'arrondissement et directeur de la police dans l'arrondissement de Sarrebruck, qui fait partie de la province prussienne de Rhénanie. De 1911 à 1919, il est député du Parlement provincial de Rhénanie. Après la fin de la Première Guerre mondiale et la conclusion du traité de Versailles, le ministre prussien de l'Intérieur Wolfgang Heine nomme von Halfern président administratif des "districts de la Sarre" issus du district de Trèves et occupés par la France. Deux mois plus tard, cependant, l'administration militaire française le relève de ses fonctions et l'expulse du Territoire du bassin de la Sarre.
Pendant la République de Weimar, il est membre du Parti populaire allemand (DVP). En 1920, il est nommé conseiller ministériel au ministère prussien des Finances et sert comme conseiller général pour la mise en œuvre du traité de paix. De 1922 à 1927, von Halfern est président du district de Hildesheim et de 1927 à 1930 du district de Stettin. À partir de 1922, il est membre du comité de surveillance et consultatif du bureau "Associations de la Sarre" et en 1932, il est membre de la présidence d'honneur de la Fédération des associations de la Sarre. À partir de 1930, il est haut président de la province de Poméranie. Après l'arrivée au pouvoir des nationaux-socialistes, il est d'abord mis en congé en milieu d'année et prend sa retraite le 1er octobre 1933 ; il conserve cependant jusqu'en 1936 la fonction honorifique de membre du Conseil d'État prussien. Le Gauleiter Gustav Simon, qui a entre-temps repris la direction fédérale des associations sarroises, nomme von Halfern administrateur du bureau en septembre 1933. La même année, il devient un porteur de boucle du Corps Rhenania Straßburg zu Marburg.
Le parc Von-Halfern (de) à Aix-la-Chapelle  porte le nom de sa famille. Carl von Halfern en a hérité après la mort de son père en tant que parc privé d'origine, y compris la maison de maître, et l'a fait gérer par sa mère pendant son absence. Les circonstances qui suivent la fin de la Première Guerre mondiale provoquent une négligence dans l'entretien du parc et entraînent un déclin provisoire de l'installation. Finalement, en 1925, von Halfern vend les terres à la ville d'Aix-la-Chapelle et fait don de la villa Hochgrundhaus à la ville, à condition qu'elle soit utilisée à des fins sociales. Depuis, le parc est également ouvert au public.
Carl von Halfern est enterré dans la crypte familiale du cimetière d'Heißberg à Burtscheid/Aix-la-Chapelle (de).